# Ametistskimmerspindel
Ametistskimmerspindel (Micaria fulgens) är en spindelart som först beskrevs av Charles Athanase Walckenaer 1802.  Ametistskimmerspindel ingår i släktet Micaria och familjen plattbuksspindlar. Enligt den finländska rödlistan är arten nära hotad i Finland. Arten är reproducerande i Sverige. Artens livsmiljö är klippor och flyttblock. Inga underarter finns listade i Catalogue of Life.